# Ninacaca
San Pedro de Ninacaca es una localidad peruana ubicada en el Distrito de Ninacaca, en la provincia de Pasco, región Pasco. Es asimismo capital del distrito de Ninacaca.  Se encuentra a una altitud de 4144 m s. n. m. Se encuentra a 40 kilómetros de la ciudad de Cerro de Pasco.

## Clima
| Parámetros climáticos promedio de Ninacaca | Parámetros climáticos promedio de Ninacaca | Parámetros climáticos promedio de Ninacaca | Parámetros climáticos promedio de Ninacaca | Parámetros climáticos promedio de Ninacaca | Parámetros climáticos promedio de Ninacaca | Parámetros climáticos promedio de Ninacaca | Parámetros climáticos promedio de Ninacaca | Parámetros climáticos promedio de Ninacaca | Parámetros climáticos promedio de Ninacaca | Parámetros climáticos promedio de Ninacaca | Parámetros climáticos promedio de Ninacaca | Parámetros climáticos promedio de Ninacaca | Parámetros climáticos promedio de Ninacaca |
| Mes                                        | Ene.                                       | Feb.                                       | Mar.                                       | Abr.                                       | May.                                       | Jun.                                       | Jul.                                       | Ago.                                       | Sep.                                       | Oct.                                       | Nov.                                       | Dic.                                       | Anual                                      |
| ------------------------------------------ | ------------------------------------------ | ------------------------------------------ | ------------------------------------------ | ------------------------------------------ | ------------------------------------------ | ------------------------------------------ | ------------------------------------------ | ------------------------------------------ | ------------------------------------------ | ------------------------------------------ | ------------------------------------------ | ------------------------------------------ | ------------------------------------------ |
| Temp. media (°C)                           | 6.9                                        | 6.6                                        | 6.6                                        | 6.7                                        | 5.6                                        | 4.9                                        | 4.8                                        | 5.4                                        | 5.8                                        | 6.4                                        | 6.6                                        | 6.8                                        | 6.1                                        |
| Fuente: climate-data.org                   |                                            |                                            |                                            |                                            |                                            |                                            |                                            |                                            |                                            |                                            |                                            |                                            |                                            |